# Брентон Твейтс
Бре́нтон Твейтс (англ. Brenton Thwaites; 10 серпня 1989, Кернс, Квінсленд, Австралія) – австралійський актор.

## Життєпис
Брентон Туейтес народився в Кернсі, Квінсленд, в 1989 році. Навчався акторської майстерності в Квінслендському технологічному університеті, який закінчив у 2010 році. Ще до закінчення університету, в 2010 році він знявся в незалежному фільмі «Charge Over You». Після цього переїхав до Сіднея, де почав зніматися в телевізійному серіалі «Додому і в дорогу». Туейтс отримав головну роль в телевізійному фільмі «Блакитна лагуна», рімейку фільму 1980. У 2014 році знявся у фільмі «Чаклунка» в ролі Принца Філіпа, а також зіграв одну з головних ролей у фільмі «Посвячений», екранізації роману Лоїс Лоурі «Давач».

## Фільмографія

### Фільми
| Рік  |     | Українська назва                         | Оригінальна назва                           | Роль               |
| ---- | --- | ---------------------------------------- | ------------------------------------------- | ------------------ |
| 2011 | кф  |                                          | Headsmen                                    | Макс Паттерсон     |
| 2012 | ф   |                                          | Save Your Legs!                             | Марк Ков           |
| 2013 | ф   | Окулус                                   | Oculus                                      | Тім Расселл        |
| 2014 | ф   | Посвячений                               | The Giver                                   | Джонас             |
| 2014 | ф   | Чаклунка                                 | Maleficent                                  | принц Філіп        |
| 2014 | ф   |                                          | Ride                                        | Анджело            |
| 2014 | ф   | Сигнал                                   | The Signal                                  | Нік Істмен         |
| 2014 | ф   | Негідник                                 | Son of a Gun                                | Джей-Р             |
| 2015 | ф   |                                          | Ruben Guthrie                               | Чет                |
| 2015 | док |                                          | That Sugar Film                             | у ролі самого себе |
| 2016 | ф   | Боги Єгипту                              | Gods of Egypt                               | Бек                |
| 2017 | ф   | Пірати Карибського моря: Помста Салазара | Pirates of the Caribbean: Salazar's Revenge | Генрі Тернер       |
| 2018 | ф   | Офісний розковбас                        | Office Uprising                             | Десмонд            |
| 2018 | ф   | Інтерв'ю з Богом                         | An Interview with God                       | Пол Ашер           |
| 2019 | ф   |                                          | A Violent Separation                        | Норман             |
| 2020 | ф   | Привиди війни                            | Ghosts of War                               | Кріс               |
| 2020 | ф   |                                          | I Met a Girl                                | Дейвон             |
| 2024 | ф   |                                          | How to Make Gravy                           | Ден                |
| 2025 | ф   |                                          | We Bury the Dead                            | Клей               |

### Телебачення
| Рік       |    | Українська назва             | Оригінальна назва          | Роль                                         |
| --------- | -- | ---------------------------- | -------------------------- | -------------------------------------------- |
| 2011      | с  |                              | Sea Patrol                 | Лі Скарпіа (Епізод: "Black Flights")         |
| 2011      | с  |                              | Slide                      | Люк Галлахер (10 епізодів)                   |
| 2011—2012 | с  | Додому і в дорогу            | Home and Away              | Стю Хендерсон (54 епізоди)                   |
| 2012      | тф | Блакитна лагуна: Пробудження | Blue Lagoon: The Awakening | Дін Макмаллен                                |
| 2018—2023 | с  | Титани                       | Titans                     | Дік Ґрейсон / Робін / Найтвінґ (46 епізодів) |